# 2388 Gase
2388 Gase eller 1977 EA2 är en asteroid i huvudbältet som upptäcktes den 13 mars 1977 av den rysk-sovjetiske astronomen Nikolaj Tjernych vid Krims astrofysiska observatorium på Krim. Den har fått sitt namn efter astronomen Vera Fedorovna Gaze.
Asteroiden har en diameter på ungefär 10 kilometer.